# Ctenotus astarte
Ctenotus astarte este o specie de șopârle din genul Ctenotus, familia Scincidae, descrisă de Czechura 1986. Conform Catalogue of Life specia Ctenotus astarte nu are subspecii cunoscute.